# Eunidia trivittata
Eunidia trivittata là một loài bọ cánh cứng trong họ Cerambycidae.